# Port lotniczy Phoenix-Sky Harbor
Port lotniczy Phoenix-Sky Harbor (ang. Phoenix Sky Harbor International Airport, kod IATA: PHX, kod ICAO: KPHX) – międzynarodowy port lotniczy zlokalizowany w Phoenix, w stanie Arizona, w Stanach Zjednoczonych, oddalony ok. 5 km na wschód od centrum miasta. Jest to główne lotnisko stanu Arizona, stanowiące jeden z najbardziej rozbudowanych kompleksów infrastruktury lotniczej w rejonie południowo-zachodnich Stanów Zjednoczonych.
Port lotniczy Phoenix-Sky Harbor działa pod tą nazwą już sprzed 1935, kiedy został wykupiony przez miasto Phoenix (City of Phoenix). W 1950 był obsługiwany przez cztery linie lotnicze. Obecnie, port jest głównym węzłem lokalnie bazowanej (w Tempe) linii lotniczej US Airways i 3. co do znaczenia portem linii Southwest Airlines, drugiego co do liczby przewozów przewoźnika portu. Od rozpoczęcia działalności w 1982, Southwest Airlines uzyskały ponad 34% rynku. Od 1990, przewozy Southwest Airlines w oparciu o port Phoenix-Sky Harbor wzrosły o 352%.
W 2006, port lotniczy obsłużył 41,4 mln pasażerów, jako 9. największy w USA i 18. największy na świecie pod względem liczby przewiezionych pasażerów. W przeliczeniu dziennym, port wykonuje 1486 operacji lotniczych, obsługując 108 887 pasażerów. Port Sky Harbor rozwinął się tak szybko, że Phoenix zostało zmuszone do wcielenia pobliskiego portu lotniczego Mesa-Williams Gateway w Mesie jako komunikacyjnego lotniska pomocniczego.
Port Sky Harbor służy również lotnictwie ogólnemu, w tym jako jedną z 8 baz lotnictwa sanitarnego linii Air Evac.

## Historia
Sky Harbor był czwartym portem lotniczym wybudowanym w Phoenix. Został ustanowiony wraz z jednym pasem startowym w 1928 r. przez Scenic Airways, linii, która załamała się w następnym roku po krachu w Czarny czwartek. Investment Company Acme był następnym właścicielem lotniska do 1935 roku. W tym czasie, American Airlines zaczął pierwsze przewozy pasażerów i obsługę poczty lotniczej, do lotniska w 1930 roku. Miasto Phoenix odkupiło lotnisko od Acme za 100 000 dolarów w 1935 roku i TWA rozpoczęło usługi lotnicze do San Francisco w 1938 roku.
Po wojnie lotnisko rozpoczęło prace nad nowym terminalem pasażerskim, jak również nowymi równoległymi pasami startowymi i przekątnym pasem startowym. Terminal 1 (początkowo nazywany „Terminal Zachodni”), który również mieścił na lotnisku pierwszą wieżę kontroli, otwarto w 1952 roku. Została zburzona w 1990 roku i zastąpiona przez wolnostojącą budowlę.
Masterplan lotniska został przebudowany w 1959 roku, aby wyeliminować krzyżówkę pasów startowych, aby zrobić więcej miejsca dla nowych terminali. American i TWA rozpoczęły operacje samolotów odrzutowych z Phoenix w 1960 i 1961 r., a Terminal 2 (początkowo nazywany „Terminal Wschodni”) istniejący do dziś, został otwarty w 1962 roku. Terminal 3 opened in 1979, Terminal 3 otwarto w 1979 r., gdy nazwy Terminali „Wschodni” i „Zachodni” zostały wycofane, ponieważ nie było już tylko dwóch terminalów.
Bonanza Airlines przeniosła swoją siedzibę z Las Vegas do Phoenix w 1966 roku. Bonanza połączyła się z dwoma innymi liniami, tworząc Air West w 1968 r., która została zmieniona na Hughes Airwest po Howardzie Hughesie w 1970 roku.
Po deregulacji linii lotniczych w 1978 roku, dawny szef wykonawczy Ed Beauvais Hughes Airwest zaczął tworzyć biznes plan dla nowej linii lotniczej z siedzibą w Phoenix. Założył America West Airlines w 1981 roku, które rozpoczęły służbę z Phoenix w 1983 roku i podwoiły swoją działalność w ciągu pierwszego roku działalności. Pod koniec dekady, America West miała ogólnokrajową sieć połączeń z Phoenix i był lobbing na rzecz usług transpacyficznych.

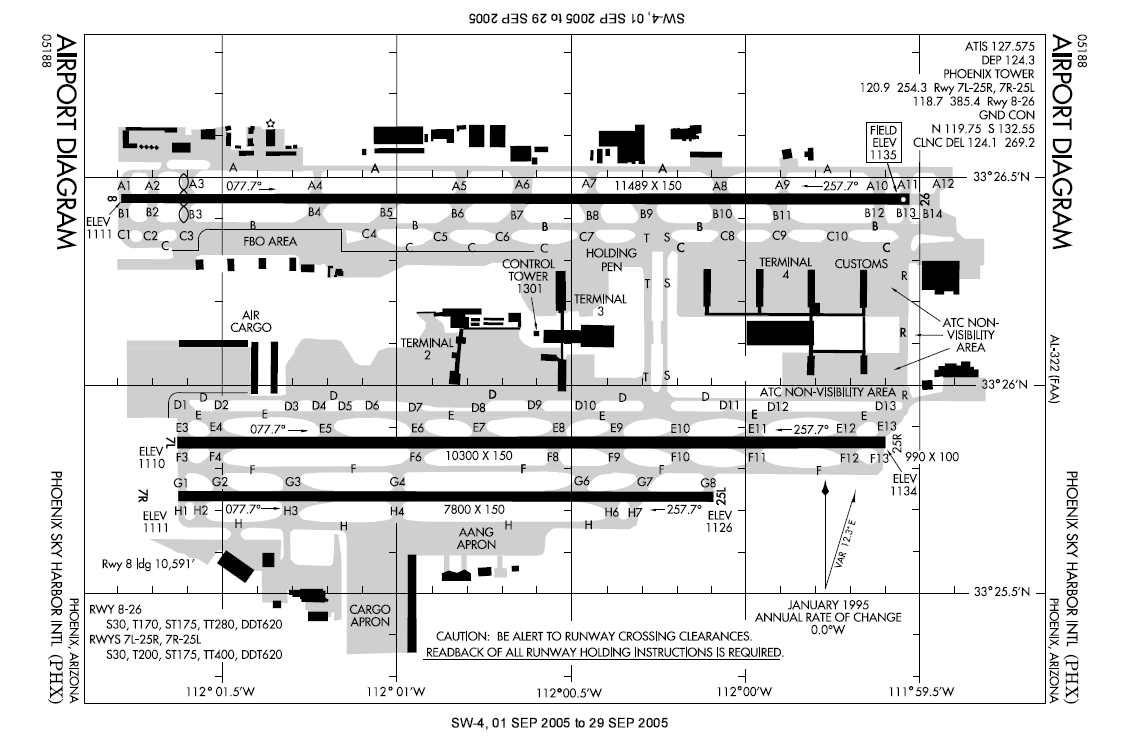
Plan portu lotniczego

W międzyczasie, Southwest Airlines zainaugurowała operacji z Phoenix w styczniu 1982 roku, z trzynastoma lotami codziennie do dwunastu miast, w 1986 roku miały już 64 lotów dziennie z Phoenix i prowadziła tam bazę dla załogi. Southwest otworzył centrum obsługi w PHX w 1992 r., która była największą w swojej sieci.
W 1990 roku na lotnisku otwarto największy terminal, Terminal 4. Terminal został wybudowany z czterech hal: N2 i N3 po stronie północnej i S3 i S4 od strony południowej. W 1994 roku otwarto N4 Concourse International, dodając 10 nowych bram i chodnik łączący do hali S4. W 1997 roku rozpoczęto budowę 14-bramowej hali N1, dla America West Airlines. Została ukończona w czerwcu 1998 r. kosztem 50 milionów dolarów i zakończono rozbudowę północnej części terminalu. W południowej części terminalu, budowa rozpoczęła się w 2002 r. ośmiu bramy S2 hali dla Southwest Airlines. Projekt ten został zakończony w 2004 r. i posiada inny projekt architektoniczny od pozostałych sześciu hal. Ósma, ostatnia hala na Terminalu 4 zostanie wybudowana w razie potrzeby. Terminal 4 jest nazwany po byłym senatorze z Arizony i kandydacie na prezydenta z 1964 Barry M. Goldwater. Po śmierci Goldwatera w 1998 r., burmistrz Phoenix proponował zmianę nazwy całego portu lotniczego w pamięci Goldwatera, ale szybko ten pomysł upadł, dla publicznego poparcie dla utrzymania znanej nazwy „Sky Harbor”.
America West złożyło wniosek o Rozdział 11 ochrony przed upadłością w 1991 roku i sprzedał swoje większe samoloty i japońskie trasy, ale nadal rozwijał swoje krajowe operacje z Terminalu 4, we współpracy z Continental Airlines. Chociaż AWA cieszyły się dalszym wzrostem w Phoenix w 1990, tuż po atakach terrorystycznych 11 września 2001 miały napiętą sytuację finansową. AWA zakończyły swój związek z Continental i ostatecznie połączyła się z US Airways w 2005 roku. US Airways przeniosła swoją siedzibę do dawnego kampusu AWA w Tempe, i zachowała wielu menedżerów AWA dla połączonego przedsiębiorstwa.
W 2007 roku Transportation Security Administration wprowadził na rynek pierwszy skaner rentgenowski w PHX.

## Terminale, linie lotnicze i kierunki lotów
Port lotniczy posiada trzy terminale pasażerskie, ponumerowane 1, 2, i 3. Terminal 1, w służbie od 1952, został wycofany z użytku i zburzony w 1990, po czym zarządca portu orzekł, że jego numeracja zostanie „zastrzeżona ku czci”, podobnie jak numer słynnego zawodnika, i że nie ma zamiaru zmieniać numeracji pozostałych terminali, ponieważ pasażerowie są już przyzwyczajeni do istniejącej numeracji.
W każdym terminalu jest udostępniony darmowy bezprzewodowy internet.

### Wieża kontroli lotów
Nowa wieża kontroli lotów portu zaczęła działać 14 stycznia 2007, i obecnie stanowi 3. najwyższą na świecie, po wieżach w porcie lotniczym Monachium i porcie lotniczym Atlancie – Hartsfield-Jackson (102,1 m – 335 stóp).

### Terminal 2
Terminal 2, otwarty w 1962, posiada 17 bramek w 1 pirsie (C, D, 1A, 1B, 2 – 5, 6A, 6B, 7 – 13) i Red Carpet Club linii United Airlines. W listopadzie 2006, sala gościnna dla obecnych i byłych wojskowych, Military and Veterans Hospitality Room, została udostępniona na półpiętrze (mezzanine level) Terminala 2. Sala jest utrzymywana przez Phoenix Military and Veterans Commission.
| Linia lotnicza                                    | Kierunek                                                                                              |
| ------------------------------------------------- | --- |
| Alaska Airlines                                   | Portland (OR), Seattle/Tacoma                                                                         |
| Great Lakes Airlines                              | Farmington, Kingman, Page, Show Low                                                                   |
| United Airlines                                   | Chicago-O’Hare, Cleveland, Denver, Houston-Intercontinental, Newark, San Francisco, Waszyngton-Dulles |
| United Express obsługiwany przez SkyWest Airlines | Denver, Houston-Intercontinental, Los Angeles, San Francisco                                          |

### Terminal 3
Terminal 3 otwarto w 1979. Posiada on 16 bramek w 2 pirsach, i Crown Room Club linii Delta Air Lines.
| Linia lotnicza                                        | Kierunek |
| ----------------------------------------------------- | --- |
| AirTran Airways                                       | Atlanta, Milwaukee [sezonowo]                                                                                |
| American Airlines                                     | Chicago-O’Hare, Dallas/Fort Worth, Miami                                                                     |
| American Eagle Airlines                               | Los Angeles                                                                                                  |
| Delta Air Lines                                       | Atlanta, Cincinnati/Northern Kentucky, Detroit, Memphis, Minneapolis/St. Paul, Nowy Jork-JFK, Salt Lake City |
| Delta Connection obsługiwane przez Mesaba Airlines    | Memphis [sezonowo]                                                                                           |
| Delta Connection obsługiwane przez SkyWest Airlines   | Los Angeles, Salt Lake City                                                                                  |
| Frontier Airlines                                     | Branson (MO) [sezonowo], Denver, Milwaukee                                                                   |
| Frontier Airlines obsługiwane przez Republic Airlines | Denver |
| Hawaiian Airlines                                     | Honolulu |
| JetBlue Airways                                       | Boston, Nowy Jork-JFK                                                                                        |
| Sun Country Airlines                                  | Minneapolis/St. Paul [sezonowo]                                                                              |

### Terminal 4 (Barry M. Goldwater Terminal 4)

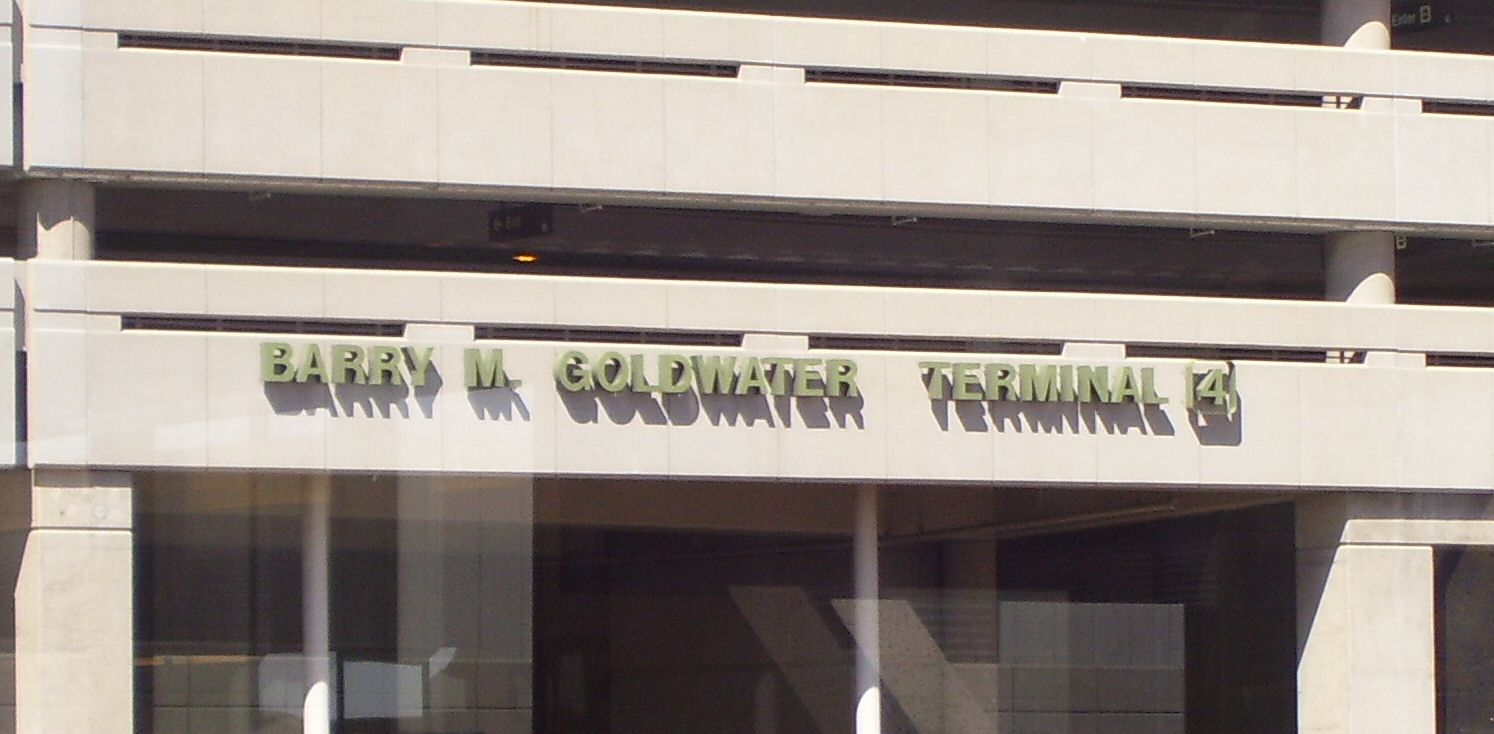
Barry M. Goldwater Terminal 4, wejście

Terminal 4, otwarty w 1990 pod patronatem byłego senatora z Arizony i kandydata w 1964 na prezydenta USA Barry M. Goldwatera, posiada 88 bramek w 4 pirsach. Mieszczą się tu 3 kluby linii US Airways, ulokowane przy bramkach A7, A19 i B5. British Airways także operuje swój Executive Club Lounge pomiędzy bramkami B23 i B25.
| Linia lotnicza                                        | Kierunek |
| ----------------------------------------------------- | --- |
| Aeroméxico                                            | Hermosillo |
| Air Canada                                            | Calgary [sezonowo], Toronto-Pearson |
| AirTran Airways                                       | Atlanta, Milwaukee [sezonowo] |
| British Airways                                       | Londyn-Heathrow |
| Southwest Airlines                                    | Albuquerque, Atlanta [od 10 marca 2012], Austin, Baltimore, Birmingham (AL), Boise, Boston, Buffalo, Burbank, Chicago-Midway, Columbus (OH), Denver, Detroit, El Paso, Fort Lauderdale, Houston-Hobby, Indianapolis, Kansas City, Las Vegas, Little Rock, Los Angeles, Louisville, Manchester (NH), Milwaukee, Minneapolis/St. Paul, Nashville, Nowy Orlean, Newark, Oakland, Oklahoma City, Omaha, Ontario, Orange County, Orlando, Filadelfia, Pittsburgh, Portland (OR), Raleigh/Durham, Reno/Tahoe, Sacramento, St. Louis, Salt Lake City, San Antonio, San Diego, San Francisco, San Jose (CA), Seattle/Tacoma, Spokane, Tampa, Tulsa |
| US Airways                                            | Albuquerque, Anchorage, Atlanta, Austin, Baltimore, Boise, Boston, Burbank, Calgary, Cancún, Charlotte, Chicago-O’Hare, Columbus (OH), Dallas/Fort Worth, Denver, Detroit, Edmonton, Fort Lauderdale, Fresno, Guadalajara, Honolulu, Houston-Intercontinental, Indianapolis, Ixtapa/Zihuatanejo [sezonowo], Kahului, Kansas City, Kona, Las Vegas, Lihue, Long Beach [od 1 lutego 2012], Los Angeles, Manzanillo [sezonowo], Mazatlán, Meksyk, Milwaukee, Minneapolis/St. Paul, Nowy Jork-JFK, Nowy Jork-LaGuardia [od 10 marca 2012], Newark, Oakland, Omaha, Ontario, Orange County, Orlando, Filadelfia, Pittsburgh, Portland (OR), Puerto Vallarta, Reno/Tahoe, Sacramento, St. Louis, Salt Lake City, San Antonio, San Diego, San Francisco, San Jose (CA), San José del Cabo, San José de Costa Rica [sezonowo], Seattle/Tacoma, Spokane, Tampa, Tucson, Vancouver, Waszyngton-National |
| US Airways Express obsługiwane przez Mesa Airlines    | Albuquerque, Austin, Bakersfield, Burbank, Calgary [sezonowo], Des Moines, Durango, Edmonton, El Paso, Flagstaff, Fresno, Grand Junction, Guadalajara, Guaymas, Hermosillo, Ixtapa/Zihuatanejo [sezonowo], Kansas City, Las Vegas, Long Beach, Los Angeles, Mazatlán, Monterey, Oakland, Omaha, Ontario, Orange County, Palm Springs, Reno/Tahoe, Sacramento, Salt Lake City, San Antonio, San Diego, San José del Cabo, San Luis Obispo, Santa Barbara, Tucson, Yuma |
| US Airways Express obsługiwane przez SkyWest Airlines | Albuquerque, Bakersfield, Durango, El Paso, Grand Junction, Las Vegas, Los Angeles, Monterey, Palm Springs, San Luis Obispo, San Diego, Santa Barbara, Tucson, Yuma |
| WestJet [sezonowo]                                    | Calgary, Edmonton, Kelowna, Regina, Saskatoon, Vancouver, Victoria, Winnipeg |

## Wprowadzenie skanowania pasażerów technologią rozpraszania wstecznego
23 lutego 2007 Sky Harbor został pierwszym portem lotniczym, gdzie zastosowano nowoczesną technologię pomiarowo-wizualną znaną jako rozpraszanie wsteczne promieniowania rentgenowskiego do wyświetlania obrazu kształtu ciała pasażera. Ta technologia pozwala na ustalenie czy pasażerowie przemycają ukrytą broń, materiały wybuchowe lub narkotyki przez wyświetlenie wizualizacji ciała wiernie uwidocznionego mimo ubrania. Z tego powodu, te urządzenia, które działają zarówno jako sprzęt wolno stojący, jak i ruchome „kamery” zostały nazwane „maszynami do obnażania” (naked machines) przez działaczy na rzecz praw człowieka zaniepokojonych tym, że ten sprzęt pokazuje osobom z ochrony obraz pasażera bez ubrania, i że został on zastosowany bez uświadomienia pasażerom zaistniałego naruszenia ich prywatności.

## Wypadki lotnicze
Port lotniczy Phoenix-Sky Harbor nie doświadczył do tej pory poważnego wypadku lotniczego na swoim terenie lub w jego pobliżu. Natomiast 16 sierpnia 1987, samolot linii Northwest Airlines lot nr 255, wykonujący rejs z portu lotniczego Detroit do portu lotniczego Santa Ana-John Wayne w Santa Ana w Kalifornii z międzylądowaniem w porcie Phoenix-Sky Harbor, rozbił się podczas startu w Detroit, ze stratą wszystkich na pokładzie – w tym licznych mieszkańców Phoenix i okolic – oprócz jednej dziewczynki.

## Plany na przyszłość
- nowy terminal z 33 bramkami, West Terminal (i wyburzenie Terminala 2)
- zautomatyzowany system transportu wagonowego, Automated People Mover – etap 2 (etap 1 został poprzednio zatwierdzony.)
  - etap 1 (bieg na trasie od skrzyżowania 44th Street i Washington Street do Terminala 4, w użytku od 2013.)
  - etap 2 (faza druga, bieg od 44th Street do Terminala 2 na zachodniej rubieży portu nie będzie gotowy przed 2020.)
- przesunięcie trasy Sky Harbor Blvd. na zachód od Terminala 3 i dwie nowe drogi kołowania.
- usprawnienia Pirsu Międzynarodowego (International Concourse) Terminala 4
- nowy pirs Terminala 4

Źródło:

## Statystyki

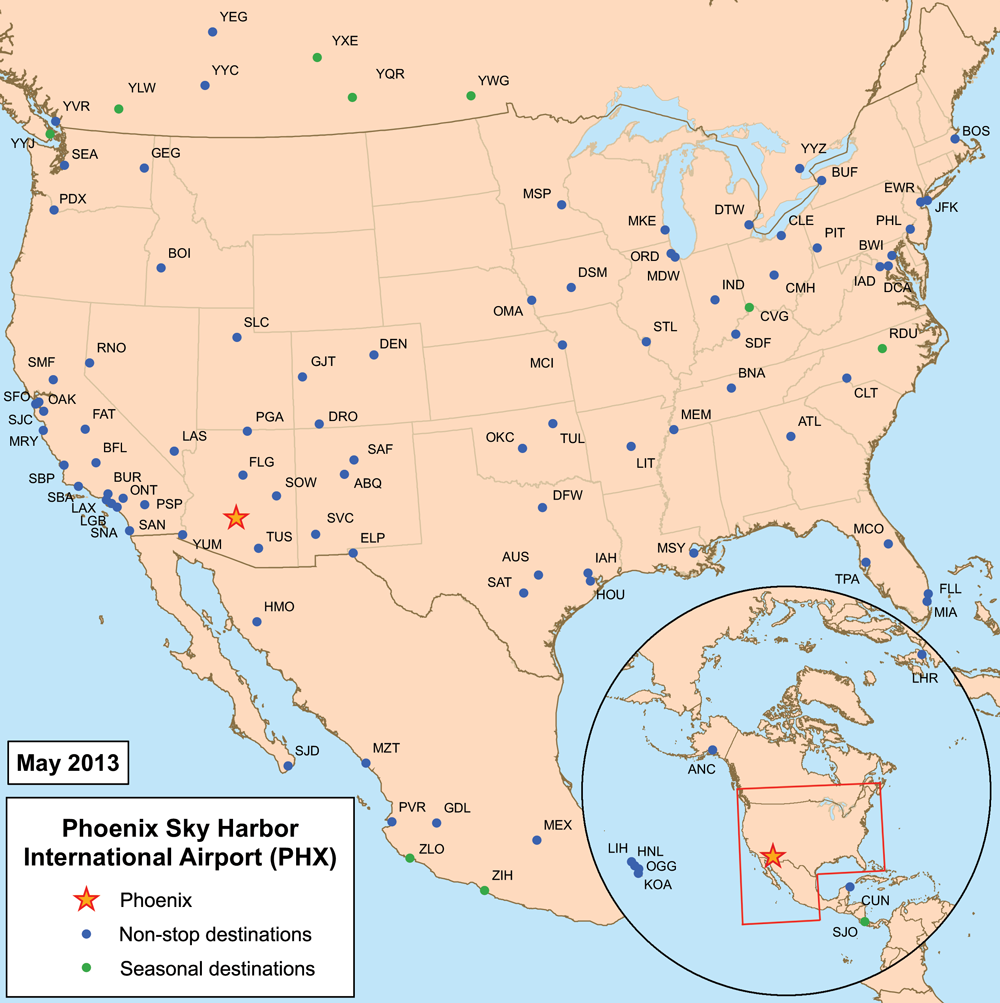
Połączenia z PHX na grudzień 2010

| Miejsce | Miasto                   | Pasażerów | Przewoźnik                                     |
| ------- | ------------------------ | --------- | ---------------------------------------------- |
| 1       | Denver, CO               | 919 000   | Frontier, Southwest, United, US Airways        |
| 2       | Las Vegas, NV            | 764 000   | Southwest, US Airways                          |
| 3       | Los Angeles, CA          | 713 000   | American, Delta, Southwest, United, US Airways |
| 4       | San Diego, CA            | 663 000   | Southwest, US Airways                          |
| 5       | Seattle/Tacoma, WA       | 616 000   | Alaska, Southwest, US Airways                  |
| 6       | Chicago, IL (O’Hare)     | 607 000   | American, United, US Airways                   |
| 7       | Minneapolis/St. Paul, MN | 607 000   | Delta, Southwest, Sun Country, US Airways      |
| 8       | Dallas/Fort Worth, TX    | 576 000   | American, US Airways                           |
| 9       | Atlanta, GA              | 575 000   | AirTran, Delta, US Airways                     |
| 10      | Salt Lake City, UT       | 575 000   | Delta, Southwest, US Airways                   |

| Miejsce | Miasto                             | Pasażerów | Przewoźnik                      |
| ------- | ---------------------------------- | --------- | ------------------------------- |
| 1       | San José del Cabo, Meksyk          | 261 365   | US Airways                      |
| 2       | Puerto Vallarta, Meksyk            | 189 535   | US Airways                      |
| 3       | Londyn, Wielka Brytania (Heathrow) | 171 024   | British Airways                 |
| 4       | Guadalajara, Meksyk                | 117 249   | US Airways                      |
| 5       | Meksyk, Meksyk                     | 114 263   | US Airways                      |
| 6       | Calgary, Kanada                    | 113 850   | Air Canada, US Airways, WestJet |
| 7       | Cancún, Meksyk                     | 113 333   | US Airways                      |
| 8       | Toronto, Kanada                    | 113 150   | Air Canada                      |
| 9       | Mazatlán, Meksyk                   | 97 209    | US Airways                      |
| 10      | Vancouver, Kanada                  | 92 550    | US Airways, WestJet             |